# Owairaka
Owairaka est une banlieue de la cité d’Auckland, située dans l’Île du Nord de la Nouvelle-Zélande.

## Gouvernance
La localité d’Owairaka est sous la gouvernance locale du Conseil d'Auckland.

## Population
Selon le recensement de 2001 en Nouvelle-Zélande, Owairaka avait population de 6678 habitants.

## Éducation
L’école publique locale secondaire est le collège de Mount Albert Grammar School (en) .

## Structures notables
Owairaka est le siège du Owairaka Athletic Club (en) situé au niveau du site historique de Lovelock Track, où  cinq records du monde ont été établis .
Durant les années 1960, le club a été leader mondial de la course de fond et demi-fond sous la direction du coach légendaire Arthur Lydiard (ONZ,OBE), produisant de nombreux champions nationaux et internationaux, dont les plus notables sont Murray Halberg (ONZ, MBE) et l’athlète néo-zélandais du siècle Peter Snell (KNZM, MBE).